# Kościół Niepokalanego Poczęcia Najświętszej Maryi Panny w Ceranowie
Kościół Niepokalanego Poczęcia Najświętszej Maryi Panny – rzymskokatolicki kościół parafialny w Ceranowie, należący do parafii pod tym samym wezwaniem (dekanat Sterdyń, diecezja drohiczyńska).
Obecna murowana świątynia w stylu neogotyckim została zbudowana w latach 1872–1875, dzięki staraniom właściciela Ceranowa – Ludwika Górskiego herbu Bożawola i jego małżonki Pauliny z hrabiów Krasińskich herbu Ślepowron. Prace budowlane były nadzorowane przez ówczesnego proboszcza (do 1891 roku) księdza Stanisława Dziobkowskiego, który też w sobotę 29 czerwca 1872 roku położył i poświęcił kamień węgielny. Projekt kościoła został opracowany przez architektów Bolesława Pawła Podczaszyńskiego i Zygmunta Kiślańskiego. Świątynia została poświęcona i nabożeństwo zostało „wprowadzone” w dniu 14 września 1875 roku przez księdza Ludwika Pawłowskiego, proboszcza i dziekana sokołowskiego, na polecenie księdza Walentego Baranowskiego, biskupa lubelskiego i administratora diecezji podlaskiej. Budowla została konsekrowana w dniu 5 października 1890 roku przez księdza Franciszka Jaczewskiego, biskupa lubelskiego i administratora diecezji siedleckiej.
Świątynia została wzniesiona z czerwonej cegły. Charakteryzuje się estetyczną, proporcjonalną sylwetką. We wnętrzu jest umieszczonych wiele przedmiotów, które są śladem twórczości rzemieślniczej i rękodzielniczej XIX wieku. Do wyposażenia kościoła należą osiemnastowieczne rzeźby (św. Barbary, Chrystusa Zmartwychwstałego i Anioła) oraz obrazy: Matki Boskiej z Dzieciątkiem z pierwszej połowy XIX wieku (namalowany na desce) i namalowane w końcu XIX wieku przez Józefa Buchbindera obrazy: św. Rocha, Serca Jezusa oraz Niepokalanego Poczęcia autorstwa zapewne również J. Buchbindera. W ołtarzu głównym są umieszczone relikwie Krzyża Świętego. Świątynia posiada również: nastawy ołtarzowe, chrzcielnicę, ambonę, drogę krzyżową, zabytkowe ornaty, umeblowanie zakrystii, tablice pamiątkowe, witraże, żyrandole, kasetony sufitowe, chór kościelny, dzwonnicę, tympanon nad wejściem głównym i kryptę grobowa rodziny Górskich. W katakumbach kościoła zostały złożone szczątki właścicieli tych ziem, i jednocześnie fundatorów budowli.